# Oxybeles

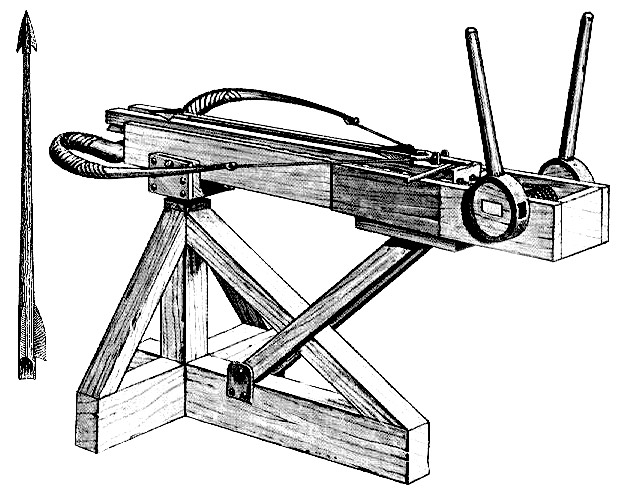
Oxybeles met pijl

De oxybeles (ὀξυβελής, "pijlschieter") is een artilleriewapen uit de Griekse oudheid.

## Beschrijving
De oxybeles is een doorontwikkeling van de gastraphetes (γαστραφέτης, "buikwerper"), een soort van grote kruisboog die tegen de buik werd aangespannen. De oxybeles is een composietboog die nog groter is dan de gastraphetes en op een houten onderstel is gemonteerd. De pees wordt niet met de hand maar met een lier aangetrokken.  Behalve pijlen kan dit wapen ook kleine stenen (± 2,25 kg) afschieten. De oxybeles behoort tot het spangeschut; artilleriewapens die hun schietenergie halen uit de spanning van de boogarm. Pijlen zijn afhankelijk van de grootte van de oxybeles 70 tot 180 cm lang en zijn tot 400 meter nog effectief.

## Geschiedenis
De oxybeles werd rond 375 v.Chr. uitgevonden. De stenenwerpende artilleriewapens waarmee de Phocische generaal Onomarchus tijdens de Derde Heilige Oorlog in 353 v.Chr. de Falanx van Philippus II van Macedonië versloeg waren mogelijk oxybelai. Philippus' zoon Alexander de Grote gebruikte de oxybeles tijdens zijn Perzische veldtochten.

## Opvolgers
Rond 340 v.Chr. verscheen het eerste torsiegeschut: artilleriewapens die hun schietenergie halen uit het torsiemoment dat optreedt bij het in elkaar draaien van pezenbundels en de hierbij optredende elastische deformatie van het spanraam. Vroege Griekse torsiewapens zijn de euthytone en palintone. Deze torsiewapens waren veel krachtiger dan de oxybeles en vervingen spangeschut dan ook geheel.